# Rafael Fernandes Gurjão
Rafael Fernandes Gurjão (Pau dos Ferros, 24 de outubro de 1891 — Rio de Janeiro, 11 de junho de 1952) foi um médico e político brasileiro.
Filho de Abílio Fernandes Gurjão e Maria Urcicina Fernandes Gurjão. Casou com Leonila Fernandes Gurjão.
Após concluir os estudos secundários em 1904 em Mossoró (RN), ingressou na Faculdade de Medicina da Bahia, completando o curso na Faculdade de Medicina do Rio de Janeiro em 1912, com a tese Os desvios do útero.
Foi o primeiro prefeito eleito pelo voto direto em Mossoró no ano de 1929. 
Em 29 de outubro de 1935 foi eleito governador do Rio Grande do Norte. Foi afastado temporariamente do cargo devido à Intentona Comunista no mesmo ano.